# هانس لوتس
هانس لوتس (ایتالیایی: Hans Lutz؛ زادهٔ ۳۱ مارس ۱۹۴۹) دوچرخه‌سوار اهل آلمان است.
وی در مسابقات کشوری و بین‌المللی در مجموع برندهٔ ۱ مدال طلا، ۱ مدال برنز شده‌است.